# C/2013 F1 Boattini
 C/2013 F1 (Boattini) è una cometa non periodica con orbita iperbolica, è la ventiduesima cometa scoperta dall'astronomo italiano Andrea Boattini.